# Маттергорн (Невада)
Маттергорн (англ. Matterhorn) — найвища гора в гірському хребті Джарбідж у американському штаті Невада.